# Natasha (Mondkrater)
Natasha ist ein kleinerer Einschlagkrater auf der nordwestlichen Mondvorderseite, am südwestlichen Rand des Mare Imbrium. Natasha liegt östlich des Kraters Brayley und südlich von Euler.
Sowohl Natasha als auch einige kleine und sehr kleine Krater und Oberflächenstrukturen in der Nähe verdanken ihre namentliche Bezeichnung ihrem Erscheinen auf dem Blatt 39C2/S1 (Rima Euler) der Topophotomap-Kartenserie der NASA, die 1976 von der IAU übernommen wurden. Zu diesen Bezeichnungen gehören die Catena Pierre, die nordwestlich von Natasha verlaufende Rima Wan-Yu, sowie folgende Nebenkrater:
| Name  | Position           | Durchmesser | Link |
| ----- | ------------------ | ----------- | ---- |
| Akis  | 20° N, 31,76° W    | 2 km        |      |
| Ango  | 20,46° N, 32,34° W | 870 m       |      |
| Jehan | 20,69° N, 31,88° W | 5 km        |      |
| Rosa  | 20,29° N, 32,31° W | 820 m       |      |

Die Namen dieser Krater (ebenso wie Wan-Yu und Pierre) erscheinen in einer Liste als Kraternamen vorgesehener männlicher und weiblicher Vornamen in den Proceedings der 16. Generalversammlung der IAU (Grenoble 1976).
Natasha war zuvor als Euler P bezeichnet worden. 1991 wurde als weitere Bezeichnung Vinogradov (nach dem russischen Mathematiker Iwan Matwejewitsch Winogradow) vergeben. Dieser konkurrierende Name wurde 2000 wieder aufgehoben.
Der Krater Jehan trug früher die Bezeichnung Euler K.